# 김현정 (작가)
김현정은 대한민국의 드라마 작가이다. 

## 극본

### 드라마
- 2015년  SBS 2부작 특집드라마 《너를 노린다》(집필)
- 2017년  SBS 월화 미니시리즈 《조작》(집필)
- 2022년  MBC 금토 미니시리즈 《트레이서》(집필)